# Protestantse kerk van Eichtersheim
De Protestantse kerk (Duits: Evangelische Kirche) van Eichtersheim, een Ortsteil van de gemeente Angelbachtal in het Rhein-Neckar-Kreis in het noorden van de deelstaat Baden-Württemberg, werd in 1792 gebouwd. Het gebouw is een beschermd monument.

## Geschiedenis en beschrijving
De protestantse kerk bevindt zich op een verhoging aan de Hauptstraße van Eichtersheim.
Het zandstenen gebouw werd in 1792 in de barokke stijl gebouwd en verving de oude kerk uit 1452. De toren werd in 1886 vernieuwd.
De oudste klok dateert uit 1506. Net als andere gebouwen in Eichtersheim werd ook de protestantse kerk in opdracht van Carl Philipp von Venningen (1728−1797), een nakomeling uit een oud riddergeslacht, en zijn vrouw Maria Anna von Hutten zu Stolzenberg († 1781) gebouwd.

## Orgel
Het orgel werd in 1975 door de orgelbouwer Rensch uit Lauffen am Neckar gebouwd. Het huidige instrument is het derde in de orgelkas van het eerste orgel, dat in 1806 door de orgelbouwer Ubhauser werd gebouwd. Alleen het pedaalregister subbas 16' stamt nog van dit oude historische instrument. Voorts bleven enkele registers bewaard uit het tweede instrument van Steinmeyer uit het jaar 1903. Het orgel kent 20 registers op twee manualen en pedaal. De speel-, registertracturen en de koppels zijn mechanisch.